# Oxana Zbrozhek
Oxana Zbrozhek (Rusia, 12 de enero de 1978) es una atleta rusa especializada en la prueba de 800 m, en la que consiguió ser subcampeona europea en pista cubierta en 2009.

## Carrera deportiva
En el Campeonato Europeo de Atletismo en Pista Cubierta de 2009 ganó la medalla de plata en los 800 metros, con un tiempo de 1:59.20 segundos, tras su paisana rusa Mariya Savinova y por delante de la italiana Elisa Cusma Piccione (bronce).